# Hendersonites
Hendersonites es un género de foraminífero planctónico de la Familia Heterohelicidae, de la Superfamilia Heterohelicoidea, del Suborden Globigerinina y del Orden Globigerinida. Su especie-tipo es Guembelina carinata. Su rango cronoestratigráfico abarcaba desde el Santoniense superior hasta el Maastrichtiense (Cretácico superior).

## Descripción
Hendersonites incluía especies con conchas biseriadas, y forma subtriangular a acampanada; sus cámaras eran globulares lateralmente comprimidas; sus suturas intercamerales eran rectas e incididas; su contorno ecuatorial era subtriangular o acampanada, y lobulada; su periferia era subaguda; su abertura principal era interiomarginal, lateral, con forma de arco bajo o medio, y bordeada por un labio con dos solapas laterales; presentaban pared calcítica hialina, finamente perforada con poros cilíndricos, o con poros en copa pequeños, y superficie estriada,, con estrías longitudinales.

## Discusión
El género Hendersonites no ha tenido mucha difusión entre los especialistas. Hendersonites fue el nombre sustituto propuesto para Hendersonia, ya que este fue considerado homónimo posterior del gasterópodo Hendersonia Dall, 1905. Clasificaciones posteriores incluirían Hendersonites en el orden Heterohelicida.

## Clasificación
Hendersonites incluye a la siguiente especie:
- Hendersonites carinata †